# سپیشسکه ولاخی
سپیشسکه ولاخی (به مجاری: Szepesolaszi) یک شهرک در اسلواکی با جمعیت ۳٬۵۹۶ نفر است که در Spišská Nová Ves District واقع شده‌است.